# Формула-1 — Гран-прі Угорщини 2008
Гран-прі Угорщини 2008 року — одинадцятий етап чемпіонату світу 2008 року з автоперегонів у класі Формула-1, відбувся з 1 по 3 серпня на автодромі Хунгароринг (Будапешт, Угорщина). Перемогу, вперше у своїй кар'єрі, здобув фінський пілот команди «Макларен-Мерседес», Хейкі Ковалайнен. Ця перемога стала можливою після того, як за три кола до кінця перегонів спалахнув двигун на боліді бразильця Феліпе Масса, який зі значною перевагою йшов першим. Другим до фінішу прийшов німецький автогонщик Тімо Глок на Тойоті і, таким чином, здобув свій перший подіум у кар'єрі.  

## Класифікація

### Кваліфікація
|    | Пілот               | Команда            | 1 частина | 2 частина | 3 частина |
| -- | ------------------- | ------------------ | --------- | --------- | --------- |
| 1  | Льюїс Хемілтон      | Макларен-Мерседес  | 1:19.376  | 1:19.473  | 1:20.899  |
| 2  | Хейкі Ковалайнен    | Макларен-Мерседес  | 1:19.945  | 1:19.480  | 1:21.140  |
| 3  | Феліпе Масса        | Феррарі            | 1:19.578  | 1:19.068  | 1:21.191  |
| 4  | Роберт Кубіца       | Заубер-БМВ         | 1:20.053  | 1:19.776  | 1:21.281  |
| 5  | Тімо Глок           | Тойота             | 1:19.980  | 1:19.246  | 1:21.326  |
| 6  | Кімі Ряйкконен      | Феррарі            | 1:20.006  | 1:19.546  | 1:21.516  |
| 7  | Фернандо Алонсо     | Рено               | 1:20.229  | 1:19.816  | 1:21.698  |
| 8  | Марк Веббер         | Ред Булл-Рено      | 1:20.073  | 1:20.046  | 1:21.732  |
| 9  | Ярно Труллі         | Тойота             | 1:19.942  | 1:19.486  | 1:21.767  |
| 10 | Нельсон Піке (мол.) | Рено               | 1:20.583  | 1:20.131  | 1:22.371  |
| 11 | Себастьян Феттель   | Торо Россо-Феррарі | 1:20.157  | 1:20.144  |           |
| 12 | Дженсон Баттон      | Хонда              | 1:20.888  | 1:20.332  |           |
| 13 | Девід Култхард      | Ред Булл-Рено      | 1:20.505  | 1:20.502  |           |
| 14 | Себастьєн Бурде     | Торо Россо-Феррарі | 1:20.640  | 1:20.963  |           |
| 15 | Ніко Росберг        | Вільямс-Тойота     | 1:20.748  | нема часу |           |
| 16 | Нік Хайдфельд       | Заубер-БМВ         | 1:21.045  |           |           |
| 17 | Кадзукі Накадзіма   | Вільямс-Тойота     | 1:21.085  |           |           |
| 18 | Рубенс Барікелло    | Хонда              | 1:21.332  |           |           |
| 19 | Джанкарло Фізікелла | Форс Індія-Феррарі | 1:21.670  |           |           |
| 20 | Адріан Сутіл        | Форс Індія-Феррарі | 1:22.113  |           |           |

### Перегони
|      | Пілот               | Команда            | Кіл | Час              | Старт | Очок |
| ---- | ------------------- | ------------------ | --- | ---------------- | ----- | ---- |
| 1    | Хейкі Ковалайнен    | Макларен-Мерседес  | 70  | 1:37:27.067      | 2     | 10   |
| 2    | Тімо Глок           | Тойота             | 70  | +11.0            | 5     | 8    |
| 3    | Кімі Ряйкконен      | Феррарі            | 70  | +16.8            | 6     | 6    |
| 4    | Фернандо Алонсо     | Рено               | 70  | +21.6            | 7     | 5    |
| 5    | Льюїс Хемілтон      | Макларен-Мерседес  | 70  | +23.0            | 1     | 4    |
| 6    | Нельсон Піке (мол.) | Рено               | 70  | +32.2            | 10    | 3    |
| 7    | Ярно Труллі         | Тойота             | 70  | +36.4            | 9     | 2    |
| 8    | Роберт Кубіца       | Заубер-БМВ         | 70  | +48.3            | 4     | 1    |
| 9    | Марк Веббер         | Ред Булл-Рено      | 70  | +58.8            | 8     |      |
| 10   | Нік Хайдфельд       | Заубер-БМВ         | 70  | +67.7            | 15    |      |
| 11   | Девід Култхард      | Ред Булл-Рено      | 70  | +70.4            | 13    |      |
| 12   | Дженсон Баттон      | Хонда              | 69  | +1 коло          | 12    |      |
| 13   | Кадзукі Накадзіма   | Вільямс-Тойота     | 69  | +1 коло          | 16    |      |
| 14   | Ніко Росберг        | Вільямс-Тойота     | 69  | +1 коло          | 14    |      |
| 15   | Джанкарло Фізікелла | Форс Індія-Феррарі | 69  | +1 коло          | 18    |      |
| 16   | Рубенс Барікелло    | Хонда              | 68  | +2 кола          | 17    |      |
| 17   | Феліпе Масса        | Феррарі            | 67  | двигун           | 3     |      |
| 18   | Себастьєн Бурде     | Торо Россо-Феррарі | 67  | +3 кола          | 19    |      |
| схід | Адріан Сутіл        | Форс Індія-Феррарі | 62  | гальма           | 20    |      |
| схід | Себастьян Феттель   | Торо Россо-Феррарі | 22  | перегрів двигуна | 11    |      |

Найшвидше коло: Кімі Ряйкконен — 1:21.195.
Кола лідирування: Феліпе Масса — 60 (1-18, 22-44, 49-67), Хейкі Ковалайнен — 9 (20-21, 45-48, 68-70), Льюїс Хемілтон — 1 (19).